# Арік Айнштейн
Ар'є «Арік» Айнштейн (івр. אריק איינשטיין, нар. 3 січня 1939 — пом. 26 листопада 2013) — ізраїльський співак, композитор та актор.

## Біографія
Народився в Тель-Авіві в 1939 році. У 1959 році, пройшовши основну військову службу, він приєднався до музично-театральної групи «Лаакат Ха-Нахаль» (Ансамбль бригади НаХаЛь, 1957–59). Спочатку він виступав під ім'ям Арі Горен. Свій перший альбом він випустив у 1960 році. На той час він виступав із групою трио «Гешер ха-Яркон» («Міст Яркон», 1964–66) разом із такими артистами, як Йорам Гаон, Бенні Амдурскі та Джісраель Гуріон. Також він присвятив себе акторській майстерності. У 1964 році він зіграв роль у успішній кінокомедії «Шалах Шабаті». У 1966 році він випустив свій перший повноцінний сольний альбом «Шар бішвілех» («Співаю для тебе»), а через рік він приєднався до групи «ха-Шалонот ха-гвохім». У 1968 році пішов альбом Мазаль геді (Козеріг), який не мав дуже великого успіху. У той же час, разом із Шалом Ханохом, він створив групу ха-Черчіль (The Churchills), альбом якої «Пузі» (Puzi, 1969) вважається першим ізраїльським рок-альбомом. Альбом також включав композицію «Prag» (Прага) , яку Айнштейн представив як протест проти вторгнення військ Варшавського договору до Чехословаччини.
У 1970-х Айнштейн продовжував поєднувати музичну та акторську діяльність. Він знявся в комедійному серіалі «Луль». У 1982 році стан його здоров'я погіршився після того, як він зазнав серйозної автомобільної аварії. У 2010 році, за статистикою, він був найвиконанішим артистом на ізраїльських радіостанціях. Серед його найбільших хітів — «Ані ве-Ата» (Я і ти), Са ле'ат (Їдь повільно), «Єш лі аґава» (У мене є любов) або «Атур міцхех» (Твій лоб увінчаний).
Окрім музики, він займався спортом. Він був одним із ізраїльських чемпіонів зі стрибків у висоту та давнім вболівальником футбольного клубу «Хапоель» Тель-Авів. Він був двічі одружений. Перша дружина Альона померла від раку в 2006 році. У нього народилися дві дочки від неї. Також у нього є ще дві доньки від другої дружини. Він несподівано помер у листопаді 2013 року від великої аневризми в лікарні «Іхилов» в Тель-Авіві, куди його швидка допомога забрала з дому. Він помер в операційній біля 11 години ранку 26 листопада. Його ухід прокоментували вищі особи ізраїльського громадсько-політичного життя. Прем'єр-міністр Біньямін Нетаньяху назвав його пісні як «саундтреком Ізраїлю». Президент Шимон Перес сказав: «Він писав свої пісні в наші важкі часи і в оптимістичні. Я любив його пісні і знав, що робили багато інших: не було нікого як він.»